# Kulasze
Kulasze – kolonia w Polsce położona w województwie lubelskim, w powiecie biłgorajskim, w gminie Księżpol nad Tanwią.
W latach 1975–1998 miejscowość administracyjnie należała do województwa zamojskiego.
Wieś wymieniana w wieku XIX w składzie ówczesnej gminie Księżpol. W ramach spisu powszechnego z roku 1921 miejscowość Kulasze spisano łącznie z Zawadką.
Wierni Kościoła rzymskokatolickiego należą do parafii 
Podwyższenia Krzyża Świętego w Księżpolu.